# Giuseppe Morgera
Giuseppe Morgera (Casamicciola, 1º gennaio 1844 – Casamicciola, 17 aprile 1898) è stato un presbitero, scrittore e predicatore italiano; fu parroco di Casamicciola dopo il disastroso terremoto del 28 luglio 1883, dove ricostruì la chiesa parrocchiale e assistette i poveri e i bisognosi fino alla morte. Riconosciutane l'eroicità delle virtù, la Chiesa cattolica lo indica come venerabile. Gli è attribuito l'appellativo di "Parroco santo".

## Biografia
Nacque il 1º gennaio 1844, a Casamicciola, da Francesco e Maria Giuseppa De Luise, primo di otto figli. Fu battezzato con il nome di Giuseppe Antonio Francesco nella chiesa parrocchiale che a quel tempo era situata in Contada Majo. Su desiderio del nonno materno, Francesco de Luise, trascorse la sua infanzia nella Casina Reale di Villa dei Bagni, dove questi, sergente dragonale, ne era il custode. Quest'ultimo fu il suo maestro e si apprende da alcune testimonianze gli insegnasse a leggere e a scrivere dalla sacra Bibbia. Sin da bambino espresse il desiderio di diventare sacerdote. Fu nominato chierico della Cappella della Casina Reale e grazie all'aiuto dei Borbone poté entrare in Seminario. Dopo essere stato ordinato sacerdote il 22 settembre 1866, si recò a Roma dove si iscrisse ai corsi di teologia morale presso la Pontificia Università Gregoriana, ma nel maggio del 1869, per la morte del padre, dovette far rientro a Casamicciola. Nel 1870 fu nominato su indicazione dei marinai casamicciolesi, dal vescovo Mons.Felice Romano, cappellano della Chiesa del Buon Consiglio alla Marina, e vi rimase fino al 28 luglio 1883. Poiché la parrocchia, situata al Majo, era molto distante dal borgo della Marina, volle organizzare una scuola catechistica, ed in seguito, per poter meglio assolvere questo compito, aprì in casa sua anche una scuola privata. Soleva impartire lezioni a quanti ne facessero richiesta, senza mai domandare compenso. Era un'attività sociale e benefica, che il Morgera svolgeva per la sua amata Casamicciola. Tuttavia, dai racconti di Mons. Senese, si evince che ci fu chi lo denunziò, accusandolo di insegnare senza gli opportuni titoli di studio. Don Giuseppe non tardò a mettersi in regola, infatti conseguì il diploma di maestro di grado inferiore a Napoli il 2 agosto del 1877; nel 1879 quello di grado superiore. Con il passare del tempo la casa del Morgera diventò un piccolo centro culturale, da cui accorrevano alunni dagli angoli più remoti dell'isola. Come oratore fu ricercato in tutta l'isola e anche fuori. Già nel 1879 lo ritroviamo a tenere un corso di esercizi spirituali presso le Figlie della Carità a Napoli. Intraprese, in questo periodo, numerosi rapporti con la parrocchia di Lacco Ameno, non solo come predicatore ma anche per il motivo che essendo la parrocchia di Casamicciola molto distante dalla Marina, molti abitanti del borgo si rivolgevano alla parrocchia dell'Assunta di Lacco Ameno, più facile da raggiungere. Nel 1881 fu a Gaeta, dove lasciò vasta orma del suo operato. 
Si distinte per carità già nel terremoto del 4 marzo 1881. Il 9 gennaio 1882 dopo la nomina del parroco di Casamicciola, don Carlo Mennella, a Vescovo titolare di Mennith e ausiliare della Diocesi di Ischia, fu nominato viceparroco.
Estratto ferito dalle macerie della sua casa, nel terremoto del 28 luglio 1883, in modo che egli stesso ritenne miracoloso, grazie all'aiuto di due valenti marinai (Cristoforo Morgera e Antonio Mennella), fu ricoverato in vari ospedali napoletani, dove il suo amico Nicola Contieri, arcivescovo di Gaeta, lo invitò a trascorrere la convalescenza presso la sua diocesi in quanto vedeva in lui il più valido e sicuro collaboratore per attuare il suo piano pastorale. In questo periodo non smise di insegnare: infatti fu professore presso il seminario di Gaeta. Nel terremoto era morto Mons. Carlo Mennella, parroco di Casamicciola, che ora si trovava senza un tempio ed una guida pastorale. Il 15 dicembre del 1883, dopo aver superato gli esami previsti, fu nominato da Mons. Francesco di Nicola, nella Chiesetta di Sant'Antoniello al Mortito, unica rimasta in piedi, parroco di Casamicciola, dove tenne la famosa orazione Bonus Pastor animam suam dat pro ovibus suis. Il numero di morti superava quello dei sopravvissuti, la maggior parte delle case era crollata e tutta la popolazione si era trasferita nei nuovi rioni baraccati. Tanta era la miseria e la fame, ma il buon parroco non fu timido nell'abbandonare i suoi studi per soccorrere le necessità della sua gente. Nel marzo di quell'anno ricevette in dono, a mezzo di un certo Battaglia di Venezia da un Piissimo Innominato, che poi si rivelerà essere il suo amico d'infanzia Francesco II di Borbone, una statua del Divin Redentore con il cuore svelato. Questa fu collocata sull'altare della chiesetta del Mortito fino a quando non ricevette sempre dall'anonimo devoto una nuova statua raffigurante Santa Maria Maddalena inginocchiata. Gli balzò subito nella mente di creare con le due statue un unico gruppo da porre nella nuova chiesa parrocchiale. Nel giugno del 1884 consacrò Casamicciola al Sacro Cuore di Gesù. Il 28 luglio 1884 trasferì la sede parrocchiale nella ristrutturata Chiesa del Buon Consiglio alla Marina, allungata e più ampia di quella del Mortito.

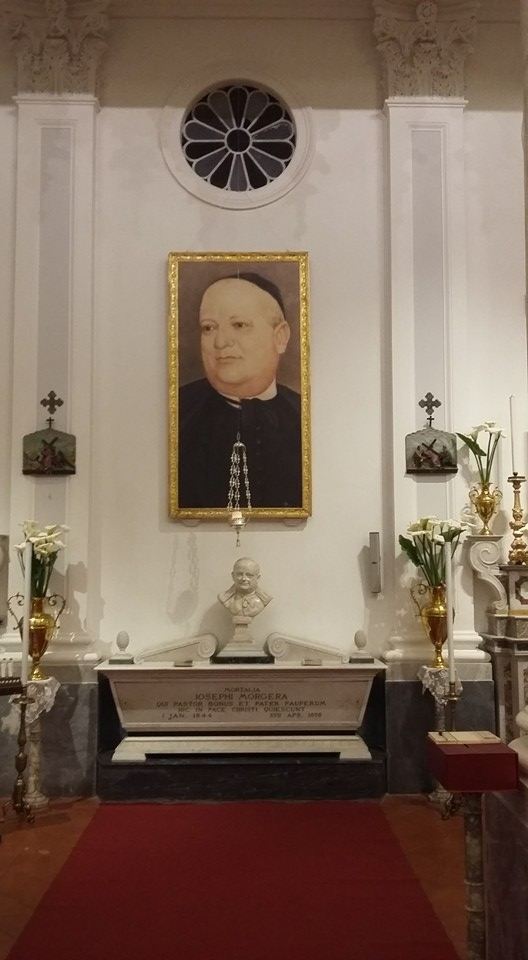
La tomba del venerabile Giuseppe Morgera nella Basilica del Sacro Cuore di Gesù e di Santa Maria Maddalena Penitente.

La chiesetta dei marinai, seppur allungata e ristrutturata, non era atta a svolgere le funzioni tipiche di una parrocchia. Si adoperò con impegno e dedizione affinché Casamicciola avesse il suo nuovo tempio parrocchiale. Riuscì ad erigere il nuovo tempio in Piazzetta Funno, un posto equidistante da Casamicciola Alta e Bassa che fu consacrato al Sacro Cuore di Gesù e Santa Maria Maddalena Penitente (1896), oggi Basilica. Fu colpito da emorragia cerebrale, mentre celebrava la messa al nuovo altare laterale della Basilica e dedicato al Crocifisso. Dalla testimonianza di Don Ciro Monti che quel giorno era presente apprendiamo che essendo stato mandato in canonica a procurarsi il necessario trovò i cassetti completamente vuoti, non vi era neppure un po' di biancheria. Rovistando tra le sue tasche non trovarono altro che diciassette soldi, e a detta di molti, solo perché gli fosse mancato il tempo per distribuirli tra i suoi poveri. Morì il 17 aprile 1898 prima di essere eletto Vescovo nel Concistoro segreto del 28 novembre 1898. Un anno dopo la sua morte il Vescovo di Sant'Angelo dei Lombardi, Mons. Giulio Tommasi, volle che sulla tomba del sacerdote fosse scritto "QUI RIPOSANO LE OSSA DI UN PARROCO SANTO".
Dopo la sua morte, in Casamicciola, nacque grazie all'impegno di una sua nipote, Giuseppina Morgera, una casa di riposo col nome di Villa Joseph, dal nome del parroco santo, che più volte aveva espresso il desiderio di una Casa di Carità nella sua Casamicciola.
Le sue spoglie nel 1966, furono trasferite dalla Cappella di Villa Joseph alla Chiesa madre grazie all'impegno del Parroco, Can. Antonio Schiano con un Solenne Pontificale da Requiem presieduto dall'allora Vescovo d'Ischia Mons. Dino Tommassini.                
Il 13 aprile 1991, il Vescovo d'Ischia Mons.Pagano aprì la causa di beatificazione di Don Giuseppe Morgera grazie all'impegno del Parroco Can. Vincenzo Avallone. Fu nominato Servo di Dio dalla Congregazione per la causa dei Santi il 23 aprile del 2002.                

## Opere edite
- Le Ore della Desolazione di Maria, discorso del venerdì santo, Napoli, 1876
- La vita di Nostro Signore Gesù Cristo, dispense, 1876
- La vita di Nostro Signore Gesù Cristo, ricavata dal vangelo e dalla tradizione della Chiesa Cattolica con osservazioni apologetico-dommatico-morali, Napoli, 1877
- l'Alba e il Meriggio della Redenzione ossia I Misteri dell'Immacolato Concepimento e dell'Assunzione di Maria Vergine, 2 edizione, Napoli, 1866
- Preci Novenarie a santa Maria maddalena Penitente Primaria Patrona di Casamicciola, precedute da pie letture sopra di lei, Napoli , 1893
- L'Esemeron di San Basilio, tradotto e annotato, estratto dal Periodico Il Catechista Cattolico, Piacenza, premiata Tipografia Vescovile G.Tedeschi, 1894
- Esposizione dialogica della Fede e della Morale Cattolica coordinata con la vita di Nostro signore Gesù Cristo., estratto dal Periodico Il Catechista Cattolico, Piacenza, premiata Tipografia Vescovile G.Tedeschi, 1894 (opera incompleta, ma ne è stata trovata la continuazione manoscritta)
- Modo di assistere devotamente al Santo Sacrificio della Messa, Napoli, Tipografia Arcivescovile Pisanzio, 1895
- La Vita di Nostro signore Gesù Cristo compilata sul vangelo e sulla Tradizione cattolica , seconda edizione, Siena T.E. S.Bernardino, Vallecchi, 1896
- La Corredentrice ossia i Dolori e la Compassione di Maria Vergine, Giarre, Tipografia del predicatore cattolico, diretta da F.Macherione, 1897
- Cerimoniale per la Prima Comunione, con l'aggiunta di "canzonette divote" per le suole catechistiche, Roma, Fontanella Borghese, 1897
- Catechismo Metodico della Dottrina Cristiana in tre sezioni, Napoli, 1897

### Opere postume
- L'Immacolata - Novena e Panegirico, Napoli, 1904
- La vita di San Giuseppe, Forio d'Ischia, 1993